# 亨利县 (伊利诺伊州)
亨利縣（英語：Henry County）是美国伊利诺伊州西北部的一個縣，面積2,138平方公里。根據2020年美國人口普查，共有人口49,284人。縣治劍橋（Cambridge）。縣政府成立於1825年1月13日，以紀念美國開國元勳、美國獨立後首任維珍尼亞州州長帕特里克·亨利（Patrick Henry）。